# Sergueï Vassilievitch Maksimov
Sergueï Vassilievitch Maksimov (en russe : Сергей Васильевич Максимов), né le 25 septembre 1831 (7 octobre dans le calendrier grégorien) à Parfentiev (gouvernement de Kostroma) et mort le 3 juin 1901 (16 juin dans le calendrier grégorien) à Saint-Pétersbourg, est un ethnographe et écrivain de fiction russe, ayant voyagé dans différentes régions de l'Empire russe.
Ses œuvres des ouvrages de références pour les ethnographes, les folkloristes, les spécialistes de la littérature et les historiens sur le peuple russe, tels qu'À l'Est, un voyage à l'Amour en 1860-1861, publié en 1864, Exilés et prisons publié de manière secrète à cause de la censure, et surtout Une année dans le Nord, considéré comme l'ouvrage le plus important de l'auteur, traitant du Nord russe, région peuplée par les Pomors.

## Biographie

### Origines et études
Il est né en 1831 dans la famille d'un maître de poste de l'ouïezd de Kologriv du gouvernement de Kostroma, dans le village de Parfentiev, où il a reçu sa formation initiale à l'école publique du village. Enfant, il était livré à lui-même la grande majorité du temps, sa mère étant morte alors qu'il n'avait même pas deux ans tadis que son père, était entièrement occupé par son service, et ne pouvait superviser l'éducation de ses enfants.
Entre 1842 et 1850, il étudia au gymnasium masculin de Kostroma, qu'il termina avec succès. En 1850, il entre à la faculté de médecine de l'Université impériale de Moscou. En 1852, il s'installe à Saint-Pétersbourg, ayant espoir d'entrer à la faculté de philologie de l'université, mais à la place, et devient étudiant à l'Académie médico-chirurgicale.

### Russie européenne et Arctique
Il publie à partir de 1853, principalement dans « La Bibliothèque pour la Lecture ». Il a débuté par des essais sur la vie populaire. Encouragé par Ivan Tourgueniev, Maksimov entreprit en 1855 une excursion littéraire et ethnographique, un voyage à pied à travers le gouvernement de Vladimir, puis visita les gouvernements de Nijni Novgorod, de Kostroma et le gouvernement de Viatka. Cette expérience d'étude de la vie populaire s'est reflétée dans les essais « Rassemblements paysans du gouvernement de Kostroma », « Izvochtchiki », « Foire de Nijni Novgorod », « Sotskaïa » , inclus par la suite dans le livre « Forêt Sauvage ».
Lorsque, selon les volontés du grand-duc Constantin Nikolaïevitch de Russie, le département maritime organisa une série d'expéditions ethnographiques dans diverses régions de la Russie (1855), Maximov obtint d'être membre pour une expédition vers le Nord : il se rendit dans la région de la mer Blanche, arrivant en mars 1856 à Arkhangelsk, puis fut amené vers l'océan Arctique et le fleuve Petchora et publia un certain nombre d'articles dans la « Sea Collection », « Library for Reading » et « Le Fils de la Patrie ». Il compila plus tard ses articles dans le livre « Une année dans le Nord » (1859). Cet ouvrage a reçu une petite médaille d'or de la Société géographique impériale russe.

### Extrême-Orient et Sibérie

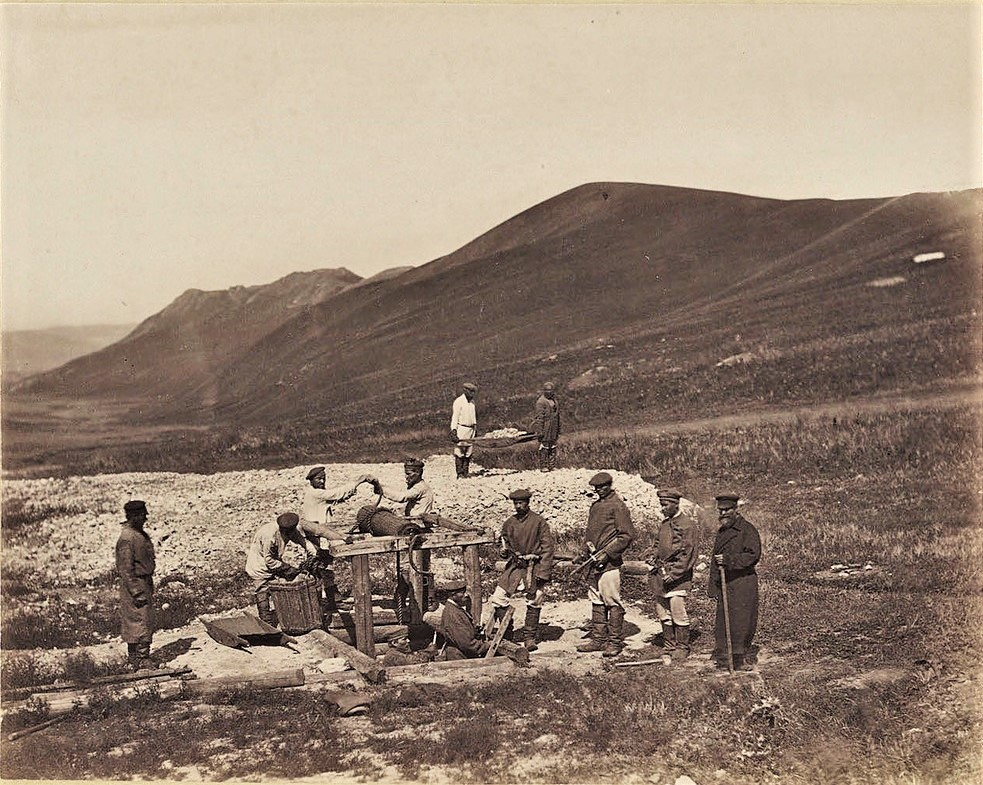
Descente des forçats dans une mine. Mine Savinski de la région montagneuse de Netrchinsk. 1891 Photo d'Alekseï Kirillovitch Kuznetsov

Le Département maritime a chargé Maksimov de se rendre en Extrême-Orient en 1858 pour explorer la région de l'Amour nouvellement acquise. Il atteignit l'Amour au printemps 1860, étant parti un an plus tôt, après avoir parcouru 10 000 milles. Ce voyage a fait l'objet d'une nouvelle série d'articles dans la « Collection Mer » et « Annales de la Patrie », inclus dans l'ouvrage : « À l'Est, un voyage à l'Amour en 1860-1861 (1864) ». Il raconta la région mais aussi son trajet pour se rendre dans la région, comme le bateau à travers le lac Baïkal. Ces articles et essais critiquaient entre autres l’installation des paysans de manière imprudente, sans succès et, de surcroît, malheureuse. Cela lui valut qu'un quart de ses articles soient censurés, ce qu'il se plaignait.
Sur le chemin du retour, Maksimov se voit confier une étude des prisons sibériennes et de la vie des exilés, mais cette recherche n'est pas autorisée à être publiée. Elle est publiée « en secret » par le département naval, sous le titre « Exilés et prisons », qu'à 500 exemplaires. Maksimov est arrivé à la conclusion que le système mis en place par l'Empire russe de sanctions pénales et de mesures punitives strictes appliqués aux criminels ne contribuait pas à leur correction, mais servait que le même objectif : la destruction morale et physique des personnes.
Plus tard, des articles individuels de Maksimov sur ce sujet parurent dans le « Messager de l'Europe » et « Otechestvennie zapiski », puis dans le livre La Sibérie et les travaux forcés (1871). Ce dernier livre fut publié après que la censure se soit estompée à la fin des années 1860 pendant une période libérale.

### Derniers voyages
En 1862-1863. Maksimov a visité le sud-est de la Russie, les côtes de la mer Caspienne et de l'Oural. Des essais à ce sujets ont été publiés dans « Otechestvennie zapiski ».
Envoyé en 1868 par la Société Impériale de Géographie dans le Territoire du Nord-Ouest, Maksimov voyagea dans les gouvernements de : Smolensk, Moguilev, Vitebsk, Vilna, Grodno, Minsk et publia ses observations dans le livre « Errer en Russie pour l'amour du Christ » (1877). De nombreux articles de Maksimov sur divers aspects de la vie populaire dans différentes régions de Russie restent inédits.
Dans les années 1880 et 1890, ses mémoires furent publiées.
En 1900, Sergueï Maksimov fut élu sur la recommandation d'Anton Tchekhov académicien honoraire au département de langue et littérature russes de l'Académie des sciences de Saint-Pétersbourg, signifiant une large reconnaissance pour ses travaux, alors qu'il souhaitait, Maksimov, continuer à écrire.

### Mort et suites
Mais peu après, il a été atteint d'une grave maladie pulmonaire, qui a miné sa santé, et qui a été la cause de son décès le 3 juin 1901 (16 juin dans le calendrier grégorien) à Saint-Pétersbourg.
Lors de sa mort, tous les grands magazines du pays ont publié des nécrologies annonçant sa mort. Sergueï Vassilievitch Maksimov a été enterré sur les ponts littéraires, un site du cimetière Volkovo à Saint-Pétersbourg.
Piotr Vassilievitch Bykov, historien russe et contemporain de Maksimov, écrivit à son sujet en 1900 : « C'est une personne étonnamment modeste et loin d'être appréciée dans son pays natal [...] mais tel est le sort de l'écrivain russe, à de très rares exceptions près.».
Les explications compilées par Maksimov sur divers mots et expressions du discours russe quotidien, dont le sens original est complètement perdu pour la plupart, sont d'un certain intérêt. Le prince Viatcheslav Tenichev a publié à titre posthume sa trilogie «L'impur, l'inconnu et le pouvoir de la croix», dont les travaux ont été achevés par A. A. Yablonovski. Ce livre, le plus célèbre de tous écrit par Maksimov, a été réimprimé plusieurs fois dans la Russie post-soviétique.

## Ouvrages

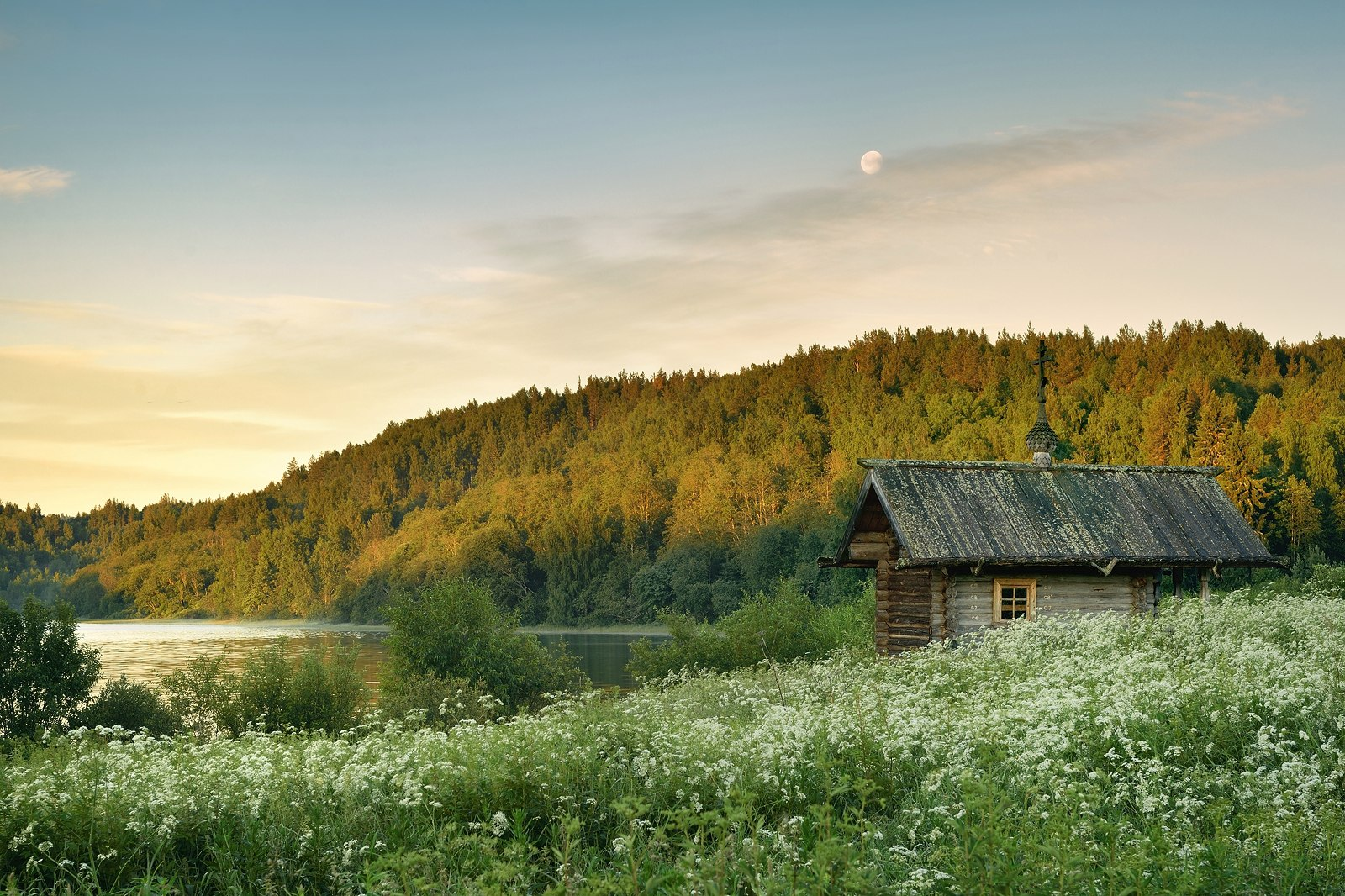
Paysage du Nord russe (ici dans le parc national de Kenozero).

Sergueï Maksimov, bien qu'étant un écrivain de second rang, qui n'a pas attiré l'attention des critiques littéraires (certains si), a laissé un vaste héritage littéraire. Il y a 20 ouvrages pour l'ensemble de ses œuvres, pour la plupart des essais ethnographiques résultant de ses voyages à travers l'Empire russe. Il même dans ses œuvres une importante part de mythologie, en particulier lorsqu'il s'agit du Nord russe. Il a été aidé de ses connaissances sur l'économie de la famille paysanne et des villages de Russie pour ses travaux.
Son livre «Une année dans le Nord», publié en 1859 à partir d'essais publiés dans des magazines sur la vie des Pomors, a fait une grande impression, une région russe presque totalement inconnue décrite de belle manière. Le livre s'est très bien vendu, rendant populaire son nom, et le mettant sur un pied d'égalité avec de très grands écrivains russes d'alors. Le livre a permis d'ouvrir le pays sur tour le nord de la Russie au grand public. Cet ouvrage a reçu une petite médaille d'or de la Société géographique impériale russe.
Ses ouvrages ne sont jamais toubés dans l'oubli, et comme l'avait souhaité en 1871 Mikhaïl Saltykov-Chtchedrine, ses œuvres sont devenus des ouvrages de référence pour tous les étudiants en littérature russe. Ils sont aussi des ouvrages de références pour les ethnographes, les folkloristes, les spécialistes de la littérature et les historiens sur le peuple russe. Les informations sur la vie russe sont claires et propres, et sont rares pour l'époque dont il a traité.

## Récompenses
- Académicien honoraire de l'Académie des sciences de Saint-Pétersbourg (1900).
- Petite médaille d'or de la Société géographique impériale russe (1861) .